# Praia da Amora
.

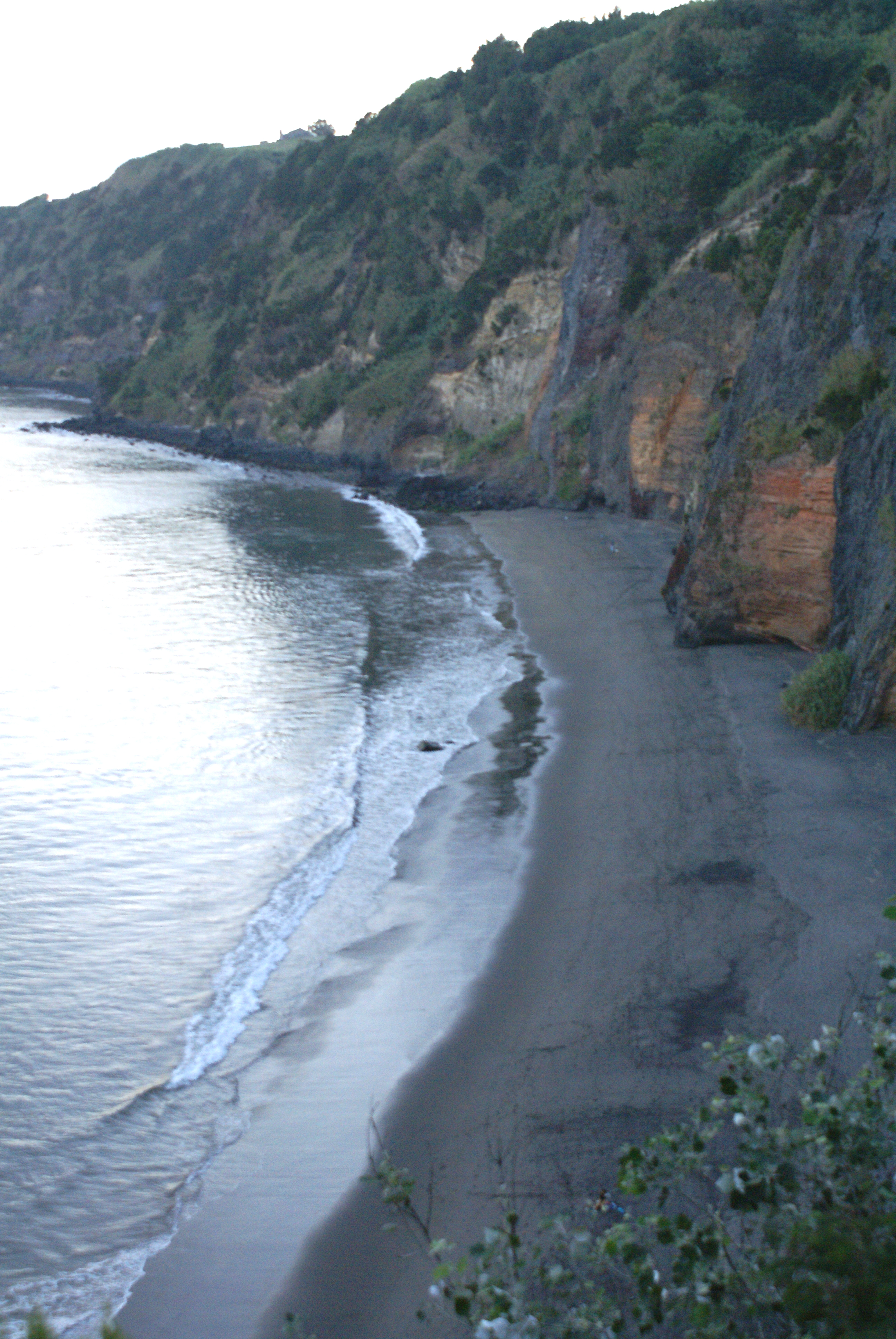
Praia da Amora.

A Praia da Amora é uma zona balnear portuguesa localizada em Ponta Garça no município de Vila Franca do Campo, ilha açoriana de São Miguel.
Esta praia composta por dois areiais separados por um pequeno promontório rochoso é única do seu género na ilha de São Miguel e possivelmente no mundo por ser um caso de estremo encanto.
O acesso para a praia é bastante difícil pois é feito por uma vereda em terra batida e bastante estreita.
A Praia encontra-se alojada no fundo de uma arriba de elevada altura facto que obriga o transeunte a percorrer a pé todo o caminho e à medida que o vai fazendo vai acompanhado os estratos rochosos formados pelas diferentes erupções que deram forma a esta parte da ilha.
Surgem assim estratos de pedra pomes, de bagacinas e de rocha basáltica cuja tonalidade varia entre o tom escuro e o zinca.
Em determinada parte do percurso a bagacina tingem-se ora da cor preta ora da cor vermelha.
Ao longo deste percurso encontra-se sempre a continua presença de uma abundante flora típica das florestas da laurissilva características da Macaronésia.
No fundo da falésia, já junto ao areal encontra-se escavado pela mão do homem nas falésias pequenos abrigos para descanso dos pescadores e para guardar as alfaias da pesca e mesmo os barcos.
O acesso à Praia da Amora, por atravessar propriedade privada, encontra-se de momento vedado.[carece de fontes?]

## Galeria

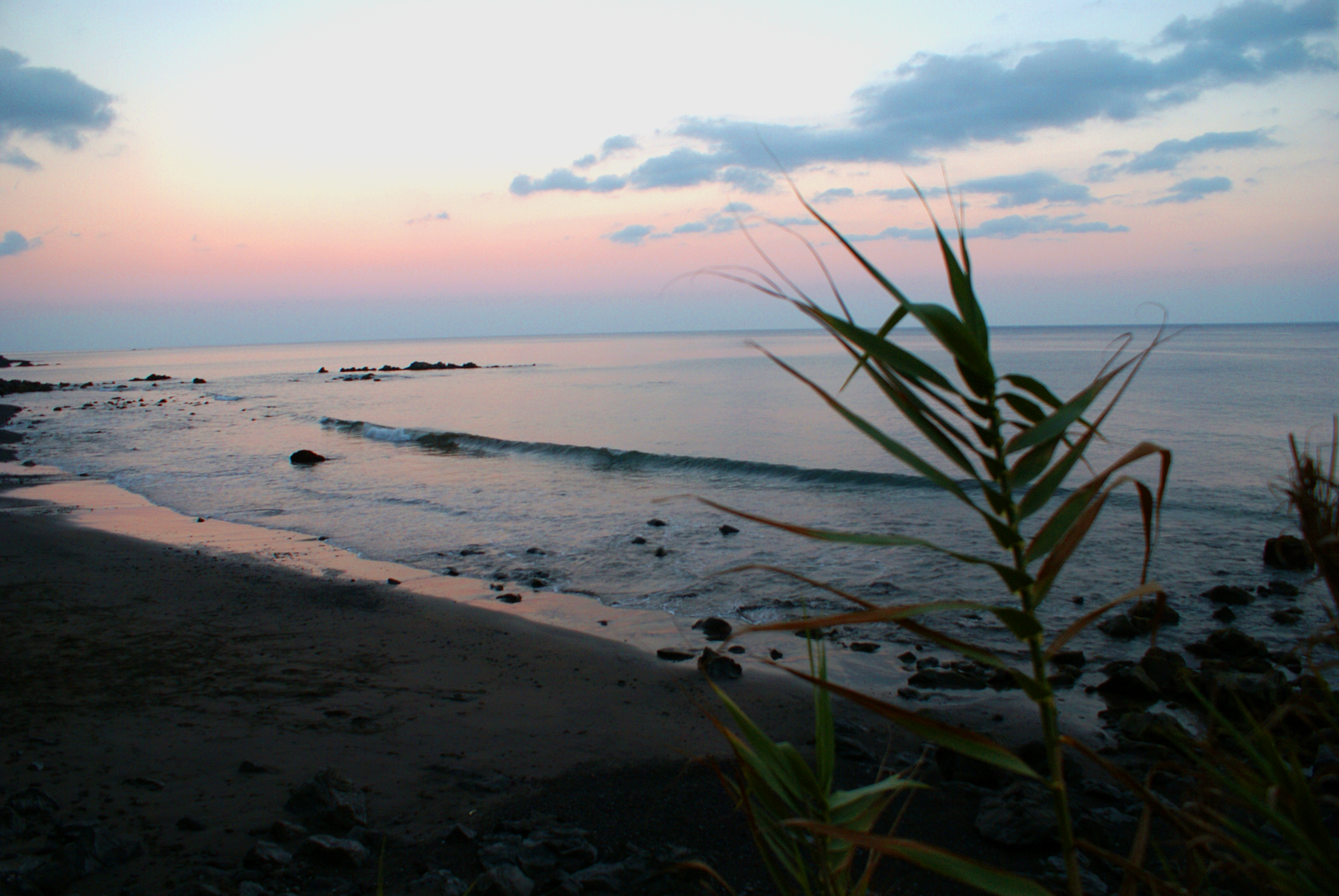
Praia da Amora, o Sol vai dormir.
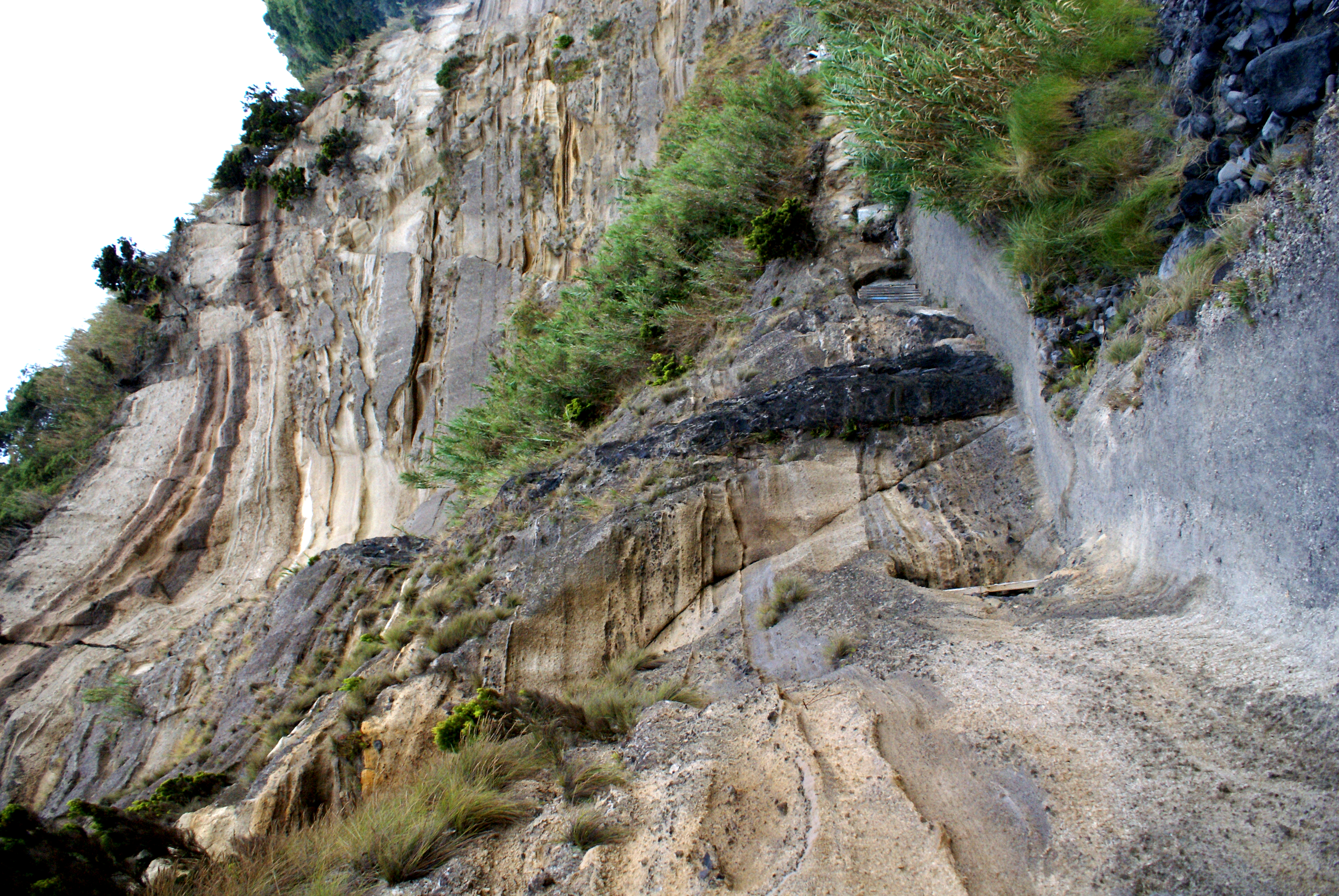
Praia da Amora, camadas do estrato rochoso.
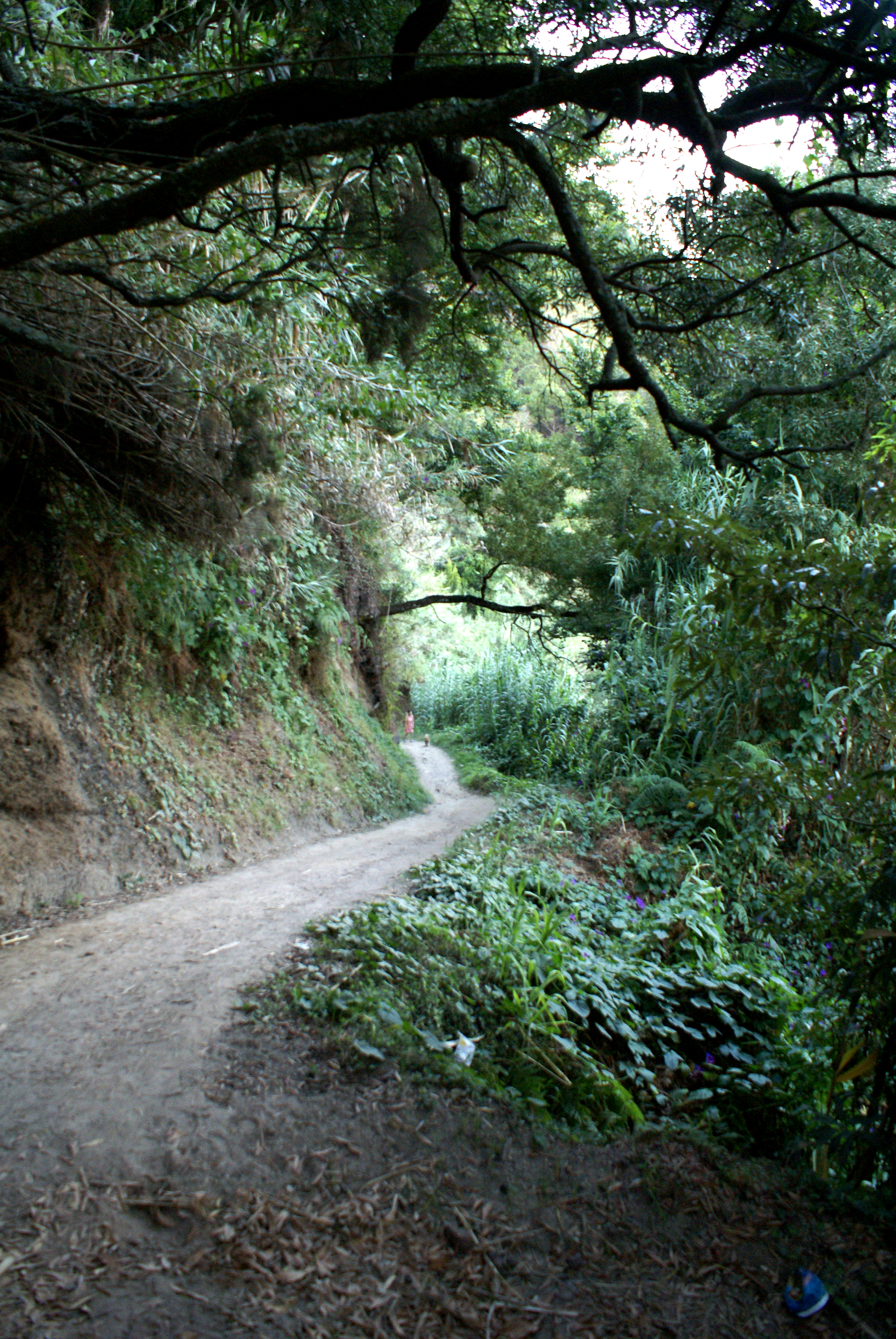
Praia da amora, caminhos.
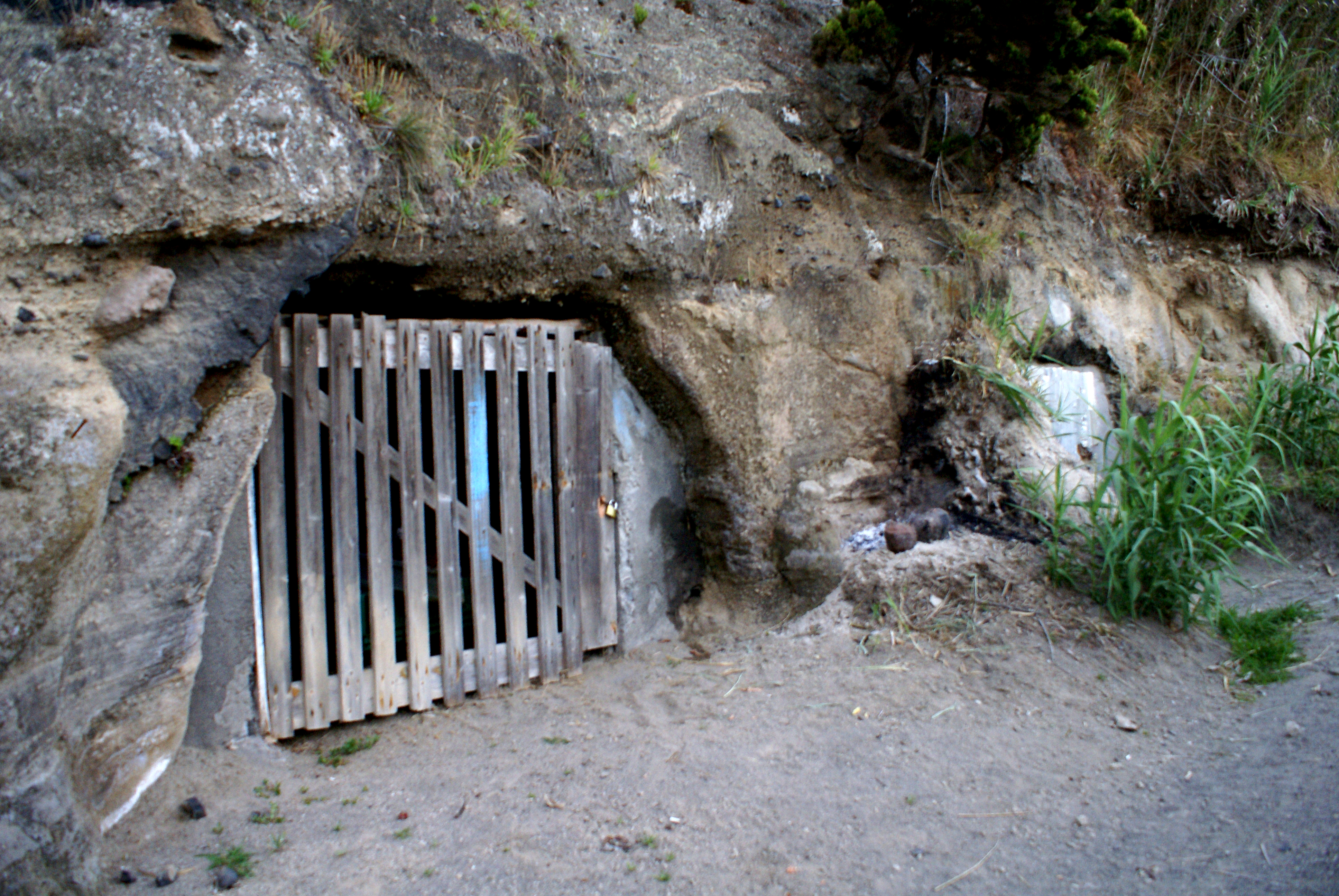
Praia da Amora, Abrigos para os barcos.